# Kurt Pratsch-Kaufmann

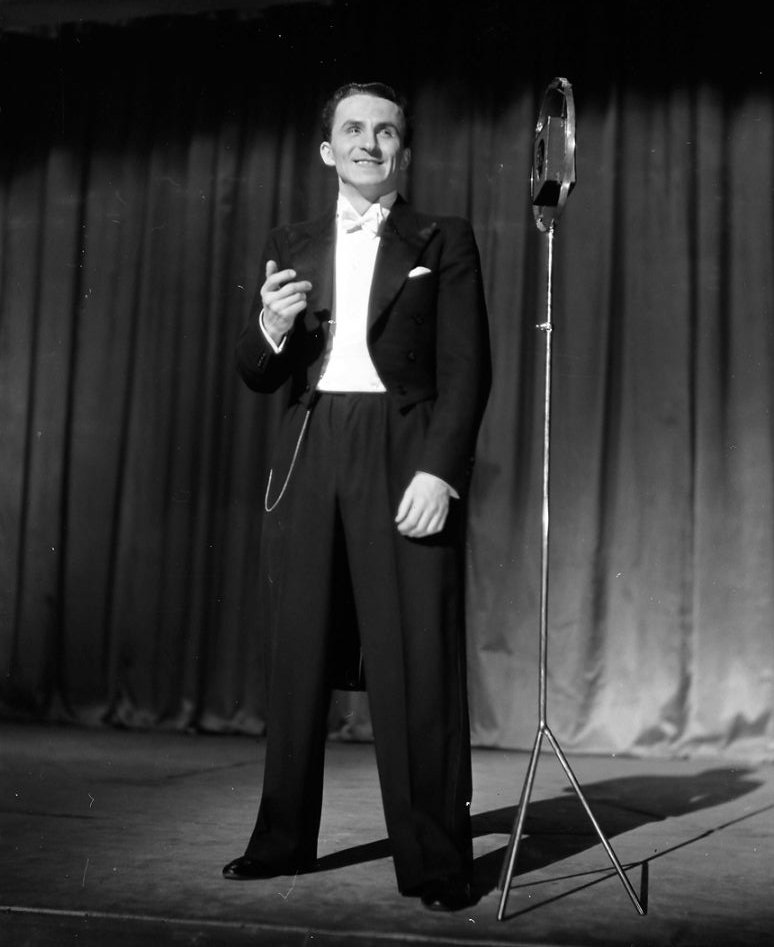
Kurt Pratsch-Kaufmann im Kabarett der Komiker, 1937

Kurt Pratsch-Kaufmann (* 1. September 1906 in Dresden; † 24. Juni 1988 in München) war ein deutscher Schauspieler und Synchronsprecher.

## Leben
Durch den Beruf seiner Mutter, einer Hofballett-Tänzerin, hatte er bereits als Kind Kontakt mit dem Theater. Er begann eine Ausbildung zum Schauspieler in Dresden unter Otto Bernstein und hatte sein Debüt im Jahr 1927 am Stadttheater in Landsberg an der Warthe. Oft für komische Rollen besetzt, spielte er unter anderem am Stadttheater Hildesheim und am Theater am Gärtnerplatz in München. Später konnte er in Berlin in Boulevardkomödien und Musicals Erfolge erzielen.
Nach dem Zweiten Weltkrieg agierte Kurt Pratsch-Kaufmann auch in mehreren Filmen und später in Fernsehproduktionen. Er spielte im Heimatfilm Schwarzwaldmädel (1950), in Viktor und Viktoria (1957) unter Regisseur Karl Anton, sowie weiteren zahlreichen Komödien des deutschen Nachkriegsfilms. Im Fernsehen sah man Kurt Pratsch-Kaufmann vor allem in Nebenrollen in Serien wie Forellenhof und Der Kommissar. 
Zudem arbeitete er als Synchronsprecher und Moderator in Rundfunksendungen, wo er auch als Parodist von Zarah Leander reüssierte beziehungsweise Erfolg hatte. In dieser Eigenschaft besprach er im September 1950 auch die Odeon-Schallplatte O-26 961; auf der einen Seite (mx. Be 14 054) war er als Hans Moser und als Zarah Leander zu hören, auf der anderen (mx. Be 14 053) in dem Sketch Auf der Opernprobe.
Eine seiner Glanzrollen auf der Bühne war 1961 der alte Müllkutscher Doolittle in dem Musical My Fair Lady. Ende der 1960er Jahre agierte er neben Marika Rökk am Theater des Westens im Musical Hello Dolly! und spielte mehrmals den Hauptmann von Köpenick.
Pratsch-Kaufmann war mit der Schauspielkollegin Marianne Pohlenz verheiratet. Er wurde im Krematorium Ostfriedhof bestattet.

## Filmografie (Auswahl)
- 1951: Herzen im Sturm
- 1951: Durch Dick und Dünn
- 1951: Johannes und die 13 Schönheitsköniginnen
- 1951: Königin einer Nacht
- 1951: Grün ist die Heide
- 1953: Wenn am Sonntagabend die Dorfmusik spielt
- 1953: Der Vetter aus Dingsda
- 1954: Meine Schwester und ich
- 1954: Schützenliesel
- 1955: Du mein stilles Tal
- 1955: Ball im Savoy
- 1956: Die Rosel vom Schwarzwald
- 1956: Das Sonntagskind
- 1957: Wenn Frauen schwindeln
- 1957: Viktor und Viktoria
- 1957: Die große Chance
- 1957: Kindermädchen für Papa gesucht
- 1958: Polikuschka
- 1959: Was eine Frau im Frühling träumt
- 1959: Das Totenschiff
- 1959: Melodie und Rhythmus
- 1959: Alle Tage ist kein Sonntag
- 1960: Bumerang
- 1960: Das kunstseidene Mädchen
- 1960: Der letzte Fußgänger
- 1960: Bomben auf Monte Carlo
- 1961: … denn das Weib ist schwach
- 1961: Adieu, Lebewohl, Goodbye
- 1961: Immer Ärger mit dem Bett
- 1961: Diesmal muß es Kaviar sein
- 1961: Robert und Bertram
- 1961: Auf Wiedersehen
- 1961: Der Transport
- 1962: So toll wie anno dazumal
- 1962: Bekenntnisse eines möblierten Herrn
- 1962: Café Oriental
- 1966: Saison in Salzburg (Fernsehfilm)
- 1966: Großer Ring mit Außenschleife (Fernsehfilm)
- 1966: Spätsommer (Fernsehfilm)
- 1966: Sie schreiben mit – Der Unterschied (Fernsehserie)
- 1966: Gewagtes Spiel – Drei Giraffen (Fernsehserie)
- 1966/1968: Wilhelmina
- 1967: Till, der Junge von nebenan (Fernsehserie)
- 1967: Lobby Doll und die Sitzstangenaffäre (Fernsehfilm)
- 1967: Großer Mann was nun? (Fernsehserie)
- 1968: Erotik auf der Schulbank
- 1969: Polizeifunk ruft – Die Erpresser
- 1969: Tausendundeine Nacht (Fernsehserie)
- 1969: Meine Schwiegersöhne und ich (Fernsehserie)
- 1971: Unser Willi ist der Beste
- 1975: Beschlossen und verkündet – 2 Folgen: Ferdinands Pferdchen und Alle Vorteile gelten (Fernsehserie)
- 1975: Nonstop Nonsens (Fernsehserie)
- 1978: Café Wernicke (Fernsehserie)
- 1982: Die Gartenlaube (Fernsehfilm)

## Hörspiele (Auswahl)
- 1957: Thierry: Pension Spreewitz (Mangelware Handwerker, Folge 1, Erstsendung 30. November 1957) (Herr Kumrow) – Regie: Ivo Veit (RIAS Berlin)
- 1960: Umberto Morucchio: Der schönste Tag (Casimiro) – Regie: Rolf Purucker (RIAS Berlin)
- 1960: Georg Zivier: Berlin und das Romanische. Von der schöpferischen Bohème – Regie: Hanns Korngiebel (RIAS Berlin)
- 1962: George Bernard Shaw: Der Mann des Schicksals (Giuseppe, ein Wirt) – Regie: Kurt Raeck (Mitschnitt einer Aufführung im Renaissance-Theater Berlin – SFB)
- 1968: Sándor Ferenczy: Die Gentlemen bitten zur Kasse (Lokführer) – Regie: Sándor Ferenczy (SWF) (als Hörbuch auf CD bei music-e-motion, 2013)
- 1970: Johannes Hendrich: Dieter Schwenke zum Beispiel (Kiel) – Regie: Johannes Hendrich (SFB / NDR)
- 1978: Jacques Futrelle/Michael Koser: Professor van Dusen ermittelt (1. Folge: Eine Unze Radium) (Hotelportier) – Regie: Dietrich Auerbach (RIAS Berlin)

## Diskografie
- Lachendes Sachsen: Sächsische Witze, Moritaten, Sketche, Anekdoten von Hans Reimann, Fontana 1967, mit Hans Leibelt u. a.
- Die grosse Zwerchfell-Attacke: Witze, Stimmung, Humor, Fontana 1970, Hilli Wildenhain, Wolfgang Neuss u. a.